# Kanton Allauch
Kanton Allauch (fr. Canton d'Allauch) je francouzský kanton v departementu Bouches-du-Rhône v regionu Provence-Alpes-Côte d'Azur. Skládá se z deseti obcí.

## Seznam obcí
Kanton je tvořen 10 obcemi:
- Allauch
- Auriol
- Belcodène
- La Bouilladisse
- Cadolive
- La Destrousse
- Gréasque
- Peypin
- Plan-de-Cuques
- Saint-Savournin